# Micromystix exigua
Micromystix exigua är en fjärilsart som beskrevs av De Joannis 1930. Micromystix exigua ingår i släktet Micromystix och familjen mott. Inga underarter finns listade i Catalogue of Life.